# Agostino Bronzi
Agostino Bronzi (La Spezia, 16 settembre 1891 – La Spezia, 27 febbraio 1972) è stato un avvocato e politico italiano.

## Biografia
Nato alla Spezia da una famiglia benestante, figlio di Giacinto e di Giuseppina Taravacci, già giovanissimo aderisce al partito socialista del quale diviene ben presto un dirigente. Fu sempre socialista e nel PSI ricoprì moltissimi incarichi di responsabilità, primo fra tutti quello di segretario provinciale.
Laureato a 23 anni in Legge presso l'Università degli studi di Genova, inizia nel 1914 la sua attività nella pubblica amministrazione e diviene consigliere provinciale spezzino a Genova.
Nel 1920 entra come consigliere di minoranza nel Consiglio Comunale della Spezia e tre anni dopo è costretto, a causa delle rappresaglie fasciste nei confronti degli oppositori al regime, a fuggire prima a Milano, dove incontra Filippo Turati, e poi a riparare in Francia, dove rimane ben 16 anni stabilendo contatti con alcuni altri esuli italiani tra cui Sandro Pertini.
Torna in Italia nel 1939 alla vigilia della seconda guerra mondiale e durante gli anni della guerra opera nella Resistenza nella IV Zona operativa, nella zona valdivarese tra Follo e il Calicese.
Designato Sindaco dal Comitato di Liberazione Nazionale, assume la direzione della prima giunta democratica il giorno stesso in cui la città fu liberata dalle forze partigiane, giunte alla Spezia il 24 aprile 1945, prima dei reparti alleati avanzanti dalla linea gotica.
Fu poi per anni vicesindaco del capoluogo e, nel 1952, fu eletto Presidente della Provincia della Spezia.
Il 10 ottobre 1963, durante la 14ª seduta della Giunta per le Elezioni del Senato della Repubblica, venne nominato Senatore, in sostituzione di Gaetano Barbareschi, deceduto.

## Riconoscimenti
Figura degna per la fermezza e la trasparenza morale ed esempio di stile politico, una delle figure pubbliche spezzine più limpide ed illuminate del XX secolo.
Tale riconoscimento è culminato il 28 luglio 2002, quando il Consiglio Comunale della Spezia ha deliberato d'intitolare al suo nome la sala consiliare della Spezia.